# Борсуки (Смолевицький район)
Борсуки (біл. вёска Барсуки) — село в складі Смолевицького району Мінської області, Білорусь. Село є адміністративним центром Жодинської сільської ради, розташоване в центральній частині області.